# Andes echidna
Andes echidna är en insektsart som beskrevs av Ronald Gordon Fennah 1957. Andes echidna ingår i släktet Andes och familjen kilstritar. Inga underarter finns listade i Catalogue of Life.